# Patinatge de velocitat als Jocs Olímpics d'Hivern de 1928
Als Jocs Olímpics d'Hivern de 1928 celebrats a la ciutat de Sankt Moritz (Suïssa) es disputaren quatre proves de patinatge de velocitat sobre gel, tots ells en categoria masculina. Les proves es realitzaren entre els dies 13 i 14 de febrer de 1928 a les instal·lacions de Sankt Moritz.

## Comitès participants
Hi participaren un total de 40 patinadors de 14 comitès nacionals diferents.
| - Alemanya (3) - Àustria (3) - Canadà (3) - Estats Units (4) - Estònia (2) |  | - Finlàndia (6) - França (2) - Hongria (1) - Letònia (1) - Lituània (1) |  | - Noruega (8) - Països Baixos (2) - Regne Unit (3) - Suècia (1) |

## Resum de medalles
| Prova             | Or                                                                               | Argent                                                                           | Bronze                                                                           |
| 500 m. Detalls    | Bernt Evensen Clas Thunberg                                                      | No es concedí                                                                    | John Farrell                                                                     |
| 500 m. Detalls    | Bernt Evensen Clas Thunberg                                                      | No es concedí                                                                    | Jaakko Friman                                                                    |
| 500 m. Detalls    | Bernt Evensen Clas Thunberg                                                      | No es concedí                                                                    | Roald Larsen                                                                     |
| 1.500 m. Detalls  | Clas Thunberg                                                                    | Bernt Evensen                                                                    | Ivar Ballangrud                                                                  |
| 5.000 m. Detalls  | Ivar Ballangrud                                                                  | Julius Skutnabb                                                                  | Bernt Evensen                                                                    |
| 10.000 m. Detalls | La competició fou cancel·lada a conseqüència de les inclemències meteorològiques | La competició fou cancel·lada a conseqüència de les inclemències meteorològiques | La competició fou cancel·lada a conseqüència de les inclemències meteorològiques |

## Medaller
| Posició | País         | Or | Argent | Bronze | Total |
| 1       | Noruega      | 2  | 1      | 3      | 6     |
| 2       | Finlàndia    | 2  | 1      | 1      | 4     |
| 3       | Estats Units | 0  | 0      | 1      | 1     |
|         |              |    |        |        |       |
| Total   | Total        | 4  | 4      | 4      | 12    |